# Försvarsmaktens vinterenhet
Försvarsmaktens vinterenhet (FMVE) är en svensk försvarsmaktsgemensam kompetensutbildningsenhet inom Försvarsmakten som verkat i olika former sedan 1999. Förbandsledningen är förlagd i Bodens garnison i Boden.

## Historik
Försvarsmaktens vinterenhet bildades den 1 januari 1999 under namnet Markstridsskolan Boden (MSS Boden) och har sitt ursprung från Stridsskola Nord (SSN). Stridsskola Nord (SSN) upplöstes och avvecklades den 31 december 1998, delar av skolan kom därefter att bilda ett detachement och underenhet i Boden till Markstridsskolan (MSS).
Genom försvarsbeslutet 2000 överfördes Markstridsskolan Boden (MSS Boden) den 1 juli 2000 till Norrbottens regemente (I 19) och tilldelades namnet Utvecklingsenhet Vinter. Skolan fick uppgift att samordna och utveckla vinterutbildningen med övriga Norrlandsförband. År 2003 tydliggjordes skolans uppgift genom att Norrbottens regemente fick uppdraget att vara funktionsansvarig för utveckling av vinterförmåga inom hela Försvarsmakten. Genom försvarsbeslutet 2004 omorganiserades Utvecklingsenhet Vinter 2005 och bildade Försvarsmaktens vinterenhet (FMVE), under Norrbottens regemente. Enheten organiserades med ledning och funktionsavdelning i Boden och en utbildningsavdelning i Arvidsjaur.
I Försvarsmaktens budgetunderlag för 2023 föreslog Försvarsmakten att Försvarsmaktens vinterenhet skulle byta namn den 1 januari 2023 till Försvarets vinterenhet. Anledningen till namnbytet angavs till att förledet Försvarsmakten i ett namn inte ska användas för enskilda delar av en organisationsenhet.
I Försvarsmaktens budgetunderlag för 2024 föreslog Försvarsmakten att regeringen beslutar om att Försvarsmaktens vinterenhet ska vara lokaliserad i Bodens garnison. Anledningen till omlokaliseringen angavs till personalförsörjningsbehov, samordning och ledningsfriktioner vid Norrlands dragonregemente, samt behov av lediga lokaler i Arvidsjaur för tillväxt, föranledde förslaget att vinterenheten skulle omlokaliseras och samlokaliseras i Bodens garnison.

## Verksamhet
Försvarsmaktens vinterenhet har som ansvar att utbilda och vidmakthålla vinterförmågan inom Försvarsmakten. Gemensamt arbetar man att utveckla Försvarsmaktens verksamhet i kyla för att minimera kylskador. Försvarsmaktens vinterenhet leder kurser och verksamhet i fjällterräng vintertid, dykning under vinterförhållanden . Vinterutbildning inom ramen för skolsystemet för individen, funktionerna samt taktikutbildning är etablerad som en grund för specialistofficers- samt officersutbildningen vilken leds och kvalitetssäkras av enheten. Svenska som utländska förband och enheter leds och tränas inför uppgifter i subarktiskt klimat. Framtagning av egna utbildningshjälpmedel och reglementen som Vintersoldat, Vinterförmåga samt Kallt Väder samt att stöda och leda materielförsök ingår också i den breda verksamhet Försvarsmaktens vinterenhet bedriver.

## Förläggningar och övningsplatser
I samband med att enheten bildades i Boden, kom den att vara samlokaliserad i Bodens garnison med Norrbottens regemente och Norrbottensbrigaden (MekB 19) från 2000 med Norrbottens regemente (I 19). Från 2005 är även en utbildningsavdelning förlagd till Arvidsjaurs garnison, där den är samlokaliserad med Norrlands dragonregemente.

## Heraldik och traditioner
Försvarsmaktens vinterenhets valspråk är "Rerum omnium magister usus" vilket är latin och betyder "erfarenheten är läromästare i allt”.

## Förbandschefer
Förbandschefen tituleras enhetschef och har tjänstegraden överstelöjtnant.

- 1999–2000: Överstelöjtnant Thomas af Klinteberg
- 2000–2001: Överstelöjtnant Thomas Widmark [a]
- 2001–2004: Överstelöjtnant Ola Karvonen
- 2004–2007: Överstelöjtnant Stefan Fredriksson
- 2007–2009: Överstelöjtnant Magnus Ståhl
- 2010-2015: Överstelöjtnant Mats Forsman
- 2016–2018: Överstelöjtnant Stefan Hedmark
- 2019–2021: Överstelöjtnant Morgan Gustafsson
- 2021–idag: Överstelöjtnant Jerker Persson

## Namn, beteckning och förläggningsort
| Markstridsskolan Boden      | 1999-01-01 | – | 2000-06-30 |
| Utvecklingsenhet Vinter     | 2000-07-01 | – | 2004-12-31 |
| Försvarsmaktens vinterenhet | 2005-01-01 | – | 2022-12-31 |
| Försvarets vinterenhet      | 2023-01-01 | – |            |

| MSS Boden   | 1999-01-01 | – | 2000-06-30 |
| UtvE Vinter | 2000-07-01 | – | 2004-12-31 |
| FMVE        | 2005-01-01 | – |            |

| Bodens garnison (F)      | 1999-01-01 | – |  |
| Arvidsjaurs garnison (D) | 2005-01-01 | – |  |